# Julio Abbadie
Julio Cesar Abbadie Gismero (7 de setembro de 1930 — 16 de julho de 2014) foi um futebolista uruguaio.
Atacante rápido e oportunista, foi um  verdadeiro craque da geração pós-1950 de seu país. Começou a se destacar no Peñarol em 1950, pelo qual ganhou os campeonatos uruguaios de: 1951, 1953, 1954, 1958, 1962, 1964 e 1965. Disputou a Copa do Mundo de 1954, na Suíça. Juntou-se a Juan Schiaffino e Ghiggia no futebol italiano no final da década de 1950.
Atuou no Manya de Montevidéu de 1950 a 1958, no Genoa de 1959 a 1960 e no Lecce entre 1961 e 1962. Retornou, em 1962, para o Peñarol e aposentou-se do futebol em 1966.
Terminou a carreira em grande estilo, ganhando a Libertadores da América e o Mundial Interclubes pelo Peñarol em 1966, em um confronto inesquecível contra o Real Madrid.
Julio Abbadie faleceu aos 83 anos, em 16 de julho de 2014, em Montevidéu.